# Comté de Meath
Le comté de Meath (An Mhí en irlandais) est un comté de la république d'Irlande, souvent surnommé le Comté Royal (Royal County), d'une superficie de 2 342 km2 pour 184 135 habitants.
La ville principale d'un point de vue administratif est Navan, bien que Trim ait un patrimoine historique plus important.

## Histoire
Le surnom de «comté royal» provient de son histoire en tant que siège du haut roi d'Irlande ,,. Il s'est formé à partir de la partie orientale de l'ancien royaume de Mide mais fait maintenant partie de la province de Leinster. Historiquement, le royaume et son territoire successeur, la seigneurie de Meath, comprenaient tous les comtés de Meath, Fingal et Westmeath ainsi que des parties des comtés de Cavan, Longford, Louth, Offaly et Kildare. Le siège du Haut Roi d'Irlande était à Tara. Le complexe archéologique de Brú na Bóinne, dans le nord-est du comté, a 5000 ans et est classé au patrimoine mondial de l'UNESCO .

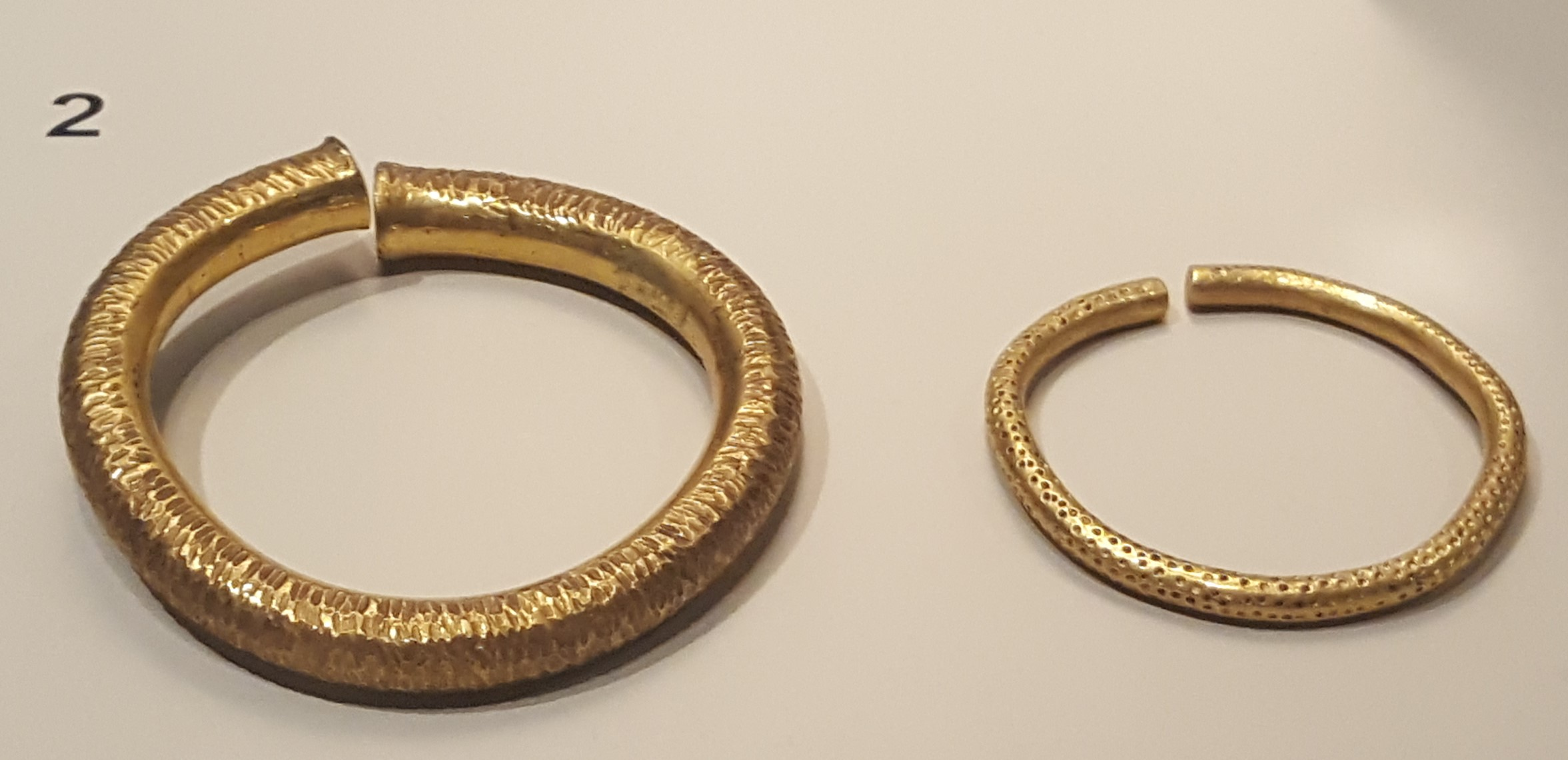
Bracelets en or de Tremblestown, v. 800-700 av. J.-C.

### Préhistoire

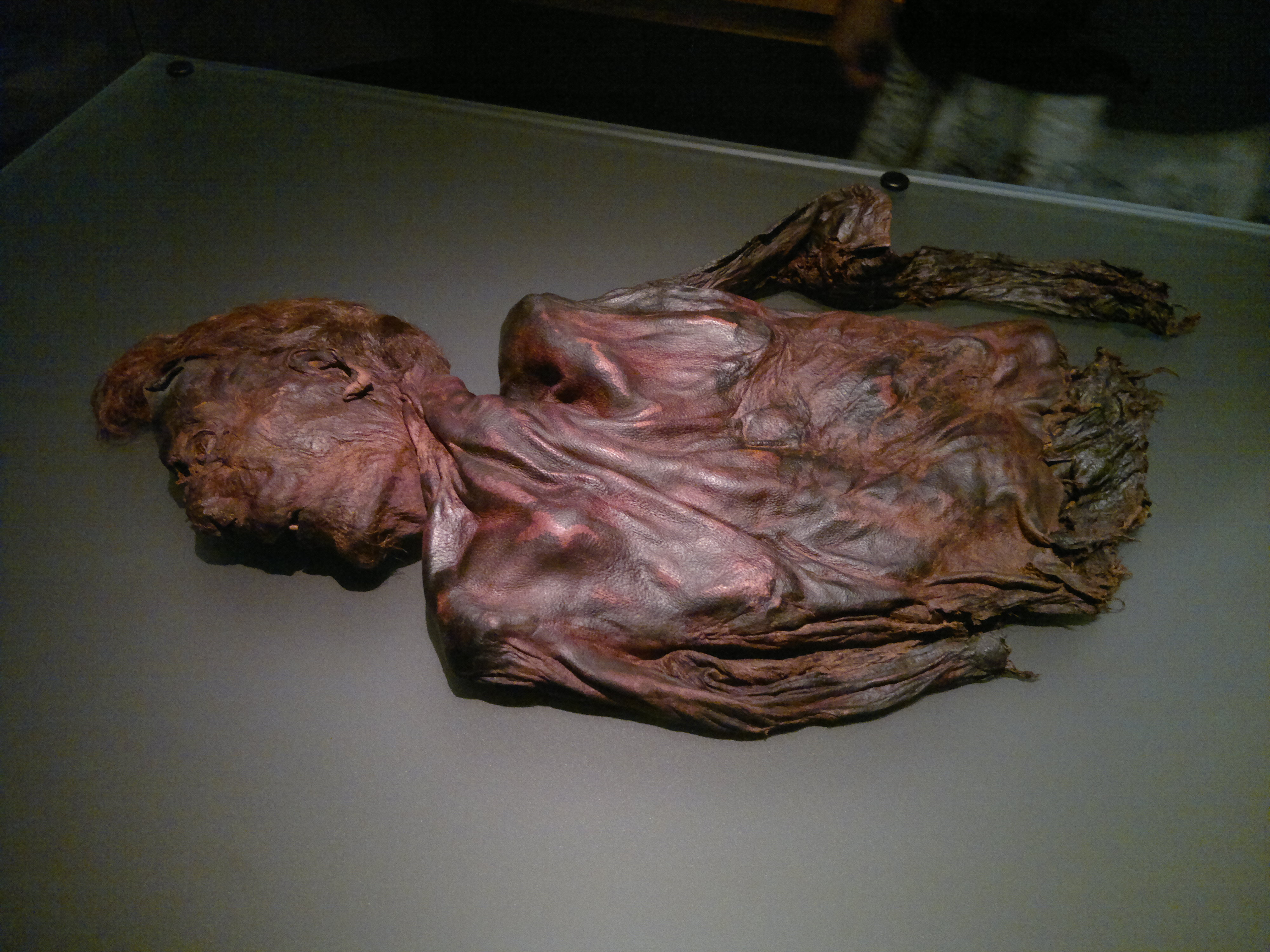
Clonycavan Man, v. 392-201 av. J.-C.

Les premiers signes connus de présence humaine dans le comté sont les silex mésolithiques trouvés à Randalstown au nord de Navan, qui ont été découverts lors de la construction du bassin de résidus pour les mines de Tara dans les années 1970. Ces silex ont été datés de 9500 av. J.-C. et sont l'une des premières traces d'humains préhistoriques en Irlande. Le site de fouilles de Randalstown a également révélé d'autres preuves de société de chasseurs-cueilleurs, comme un fulacht fiadh et des monticules de terre brûlée et de pierre.
L'agriculture a commencé dans la région pendant la période néolithique. Cela a fourni un surplus de temps et de ressources qui ont été consacrés à la construction de grands monuments en pierre pour les morts, tels que des tombes à couloir, des cairns et des tombes en coin. Il existe des centaines d'exemples survivants parmi ceux disséminés dans le paysage, mais les monuments néolithiques les plus célèbres d'Irlande sont ceux de Brú na Bóinne - Newgrange, Knowth et Dowth. Ces tombes ont été construites avant 3000 av. J.-C., ce qui les rend plus anciennes que Stonehenge et les pyramides égyptiennes. On pense que le site avait une signification religieuse et est décoré d'art mégalithique. Newgrange, la plus grande tombe préhistorique d'Irlande, est surtout connue pour son alignement avec les équinoxes, lorsque la lumière du soleil brille à travers un ''toit'' et inonde la chambre intérieure,. En construisant la tombe, les premiers colons ont fait preuve d'une connaissance avancée en astronomie et en système de calendrier. Cependant, un système d'écriture ne sera développé qu'au Ier siècle av. J.-C., avec l'émergence d'Ogham.
L'arrivée des Celtes en Irlande vers 500 av. J.-C. a annoncé le début de l'âge du fer  et l'établissement de la plupart de ce qui allait définir la culture irlandaise gaélique pendant des millénaires; y compris la mythologie irlandaise primitive, -celte, le paganisme celtique et une forme précoce du calendrier gaélique. Les monuments antiques de la vallée de la Boyne ont été assimilés à la culture et à la mythologie celtiques, et Cú Chulainn aurait été conçu à Newgrange. De plus, selon la tradition, Sláine mac Dela, du Fir Bolg, a défriché la forêt de Brú na Bóinne et construit les monuments, devenant ainsi le premier Haut-Roi d'Irlande. C'est pendant la période celtique que Meath a été divisé en 8 túatha, la principale unité politique de l'Irlande celtique. Les túatha étaient de petits royaumes indépendants dirigés par un chef élu par les membres de leur famille élargie.

### Période paléochrétienne (400-1169)

#### Royaume de Meath

Armoiries du royaume de Meath

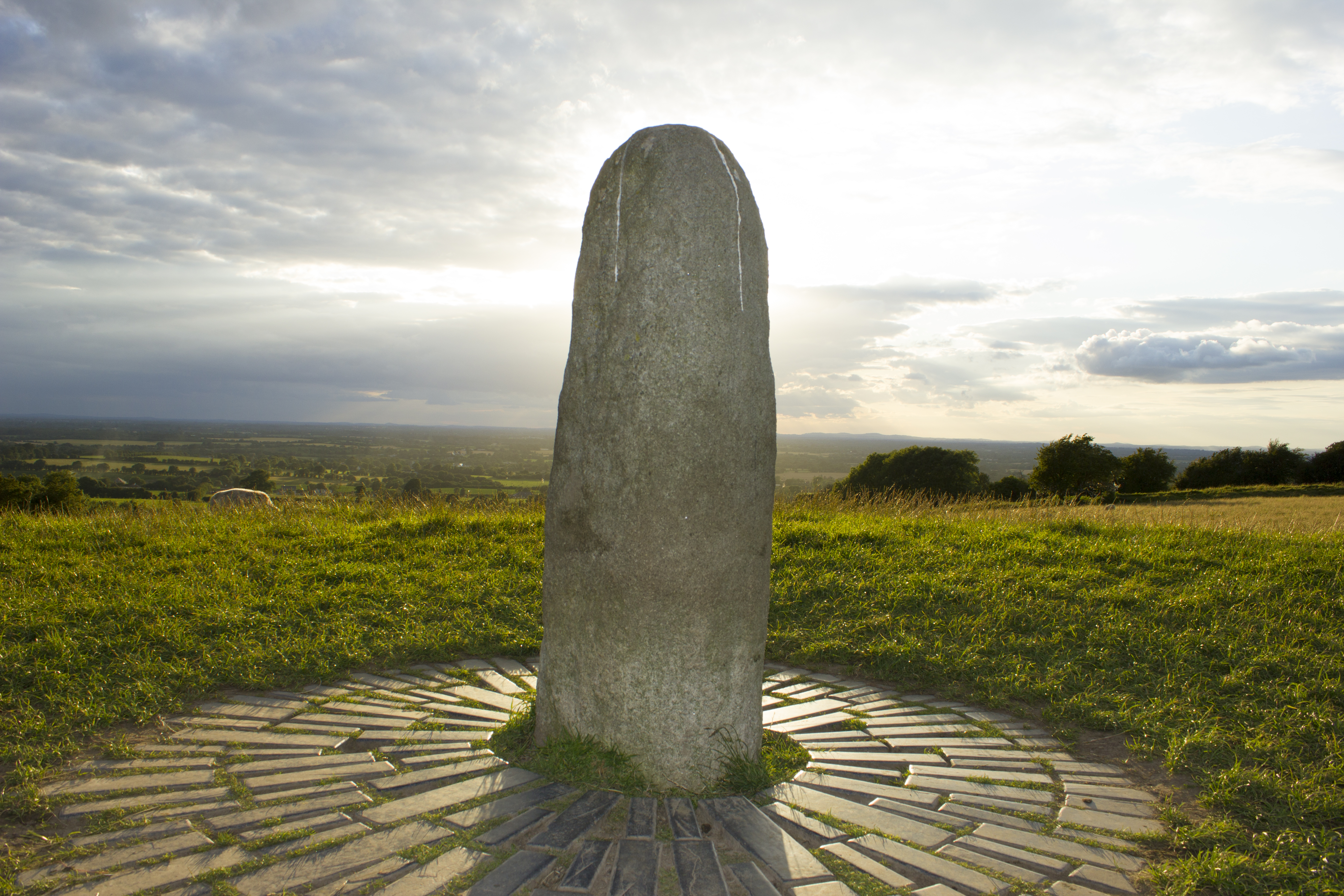
La Lia Fáil (pierre du destin) sur la colline de Tara était le site d'inauguration traditionnel du haut roi d'Irlande.

À cause du grand manque de documents historiques écrits avant le Ve siècle apr. J.-C., l'histoire des débuts de Meath est floue et largement mythifiée. La légende irlandaise prétend que le titre de " Haut Roi d'Irlande " remonte à des millénaires, mais on sait aujourd'hui que la colline de Tara n'est devenue un siège du pouvoir qu'au début des siècles apr. J.-C.. Dans les années 400, Niall des Neuf otages, le roi de l'Uí Néill, conquit Meath en direction du sud depuis l'Ulster pour y établir un royaume. Comme c'était courant en Irlande à l'époque, les réalisations de Niall et de ses fils ont été propagées et mythifiées par les bardes à un tel point qu'une grande partie de ce que l'on sait d'eux est considérée comme fictive. Néanmoins, la dynastie des Uí Néill s'était fermement établie au centre de l'Irlande et ils se proclamaient les rois de Tara et les rois d'Uisnech. La dynastie Uí Néill s'est ensuite divisée en deux septs, le nord Uí Néill qui est resté en Ulster et le sud Uí Néill qui régnait maintenant sur plusieurs petits royaumes disjoints se situant dans les comtés actuels de Meath, Westmeath et Dublin.
À la suite de la scission, une série de conflits fratricides ont éclaté entre les membres des septs d'Uí Néill. La querelle a finalement été résolue, et dans le cadre de la résolution, il a été décidé que la position du roi de Tara alternerait entre les septs d'Uí Néill du nord et du sud. Le titre a alterné entre les deux septs pendant plus de 500 ans, avec un roi sur deux voyageant au sud de l'Ulster pour une cérémonie d'inauguration à Tara. En 740, Domnall Midi de la dynastie Clann Cholmáin, la branche la plus puissante du sud de l'Uí Néill, avait conquis ou maîtrisé tous les clans voisins de Meath, et les Uí Néill étaient reconnus comme leur suzerain. Domnall était maintenant en possession à la fois de Tara, le siège de l'Uí Néill, et de la colline d'Uisneach, qui avait une signification symbolique en tant que centre géographique de l'Irlande. Ayant assuré son pouvoir au cœur de l'île, Domnall présidait maintenant un royaume unifié de Mide (Meath), un nom dérivé du vieil irlandais signifiant « milieu ».
La première mention annalistique d'un " Haut Roi d'Irlande " ou " Ard-Rí " fut Máel Sechnaill mac Máele Ruanaid, roi de Mide, décédé en 862 apr. J.-C., après avoir remporté de nombreuses victoires contre les Scandinaves et les royaumes d'Ulster. Les historiens ultérieurs appliqueront rétroactivement le titre de "Haut Roi" aux premiers rois de Tara, bien qu'il n'y ait eu aucune référence contemporaine aux rois de Tara ou de Mide étant appelés Ard-Rí avant le IXe siècle. Sous le règne de Máel Sechnaill mac Domnaill dans les années 970, le fort de Dun-na-Scia près de Lough Ennell devint la résidence royale permanente, créant ainsi deux sièges de pouvoir au sein du royaume - un pour le Haut Roi et un pour le Roi de Mide.

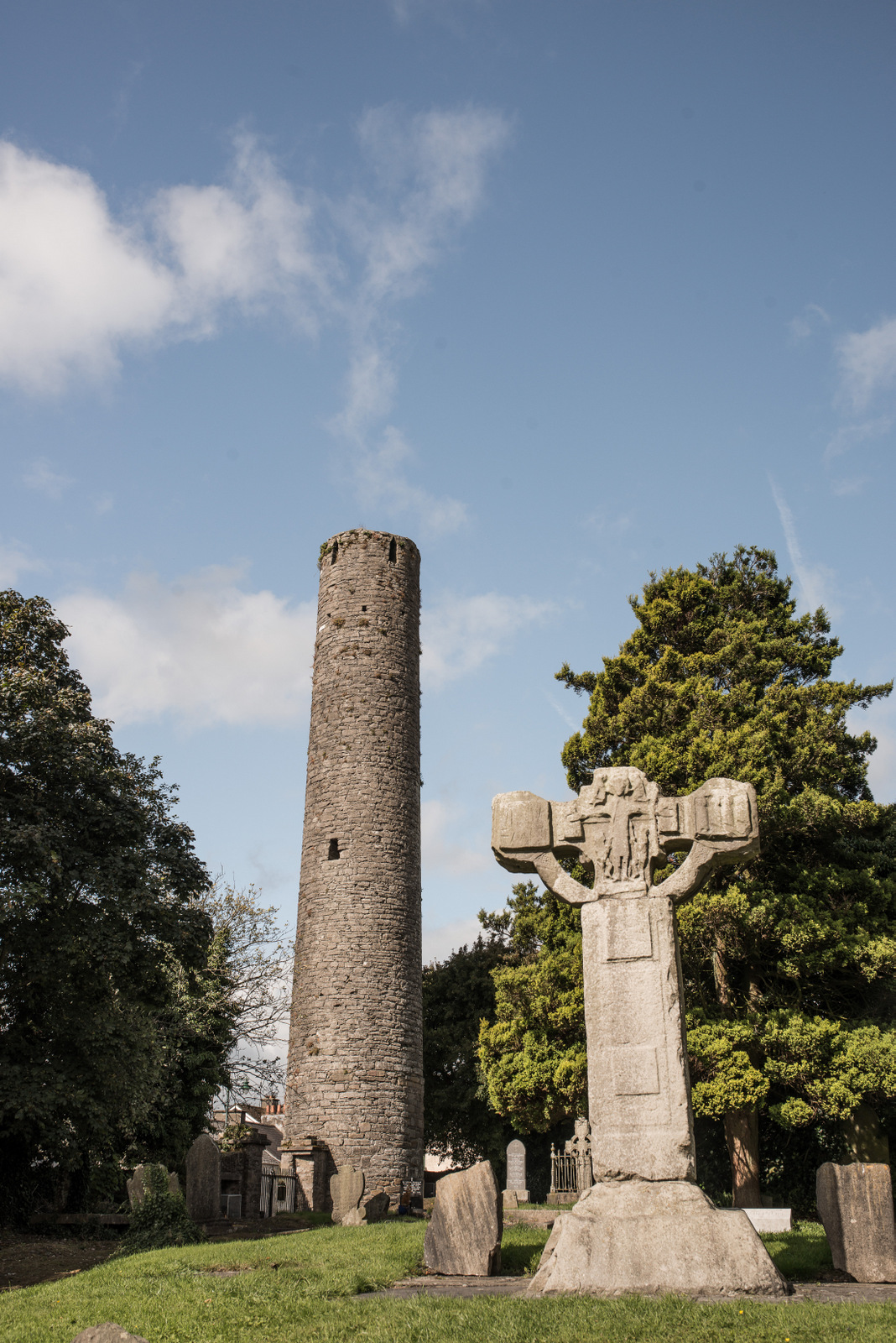
Une colonie religieuse à Kells ayant été fondée en 550 apr. J.-C.

À la fin du Xe siècle, les Dalcassiens au sud, dirigés par Brian Boru, ont consolidé leur emprise sur le Munster, Boru s'établissant comme roi de Munster. L'ascendant de ce royaume rival de longue date représentait une menace sérieuse pour le haut roi Máel Sechnaill mac Domnaill, de sorte que les deux dirigeants se sont rencontrés à Clonfert en 997 et sont convenus d'une trêve, par laquelle Boru a obtenu la suzeraineté de la moitié sud de l'île. Le royaume de Leinster s'est immédiatement rebellé contre Boru et s'est allié au royaume nordique de Dublin. Mide et Munster ont formé une alliance défensive et, après une série de campagnes tout au long de 998–999, ont écrasé les forces de Leinster et de Dublin, qui sont tous deux devenus des vassaux de Munster.
Boru croyait maintenant que Munster était le royaume le plus puissant d'Irlande et donc lui, et non Máel Sechnaill, devrait être le grand roi. La prétention de Máel Sechnaill à la royauté a été contestée par Boru en 1002 sur la colline de Tara. Le roi Meath a demandé une trêve d'un mois pour rallier ses subordonnés à ses côtés, ce que Boru a accepté, mais Máel Sechnaill a été rapidement abandonné par ses parents du nord d'Uí Néill. N'ayant pas réussi à lever suffisamment de troupes pour défier Boru, il a été contraint d'abdiquer, mettant ainsi fin au droit héréditaire de l'Uí Néill au titre de Haut Roi. Bien qu'ils soient restés rois de Meath, le pouvoir et le prestige du sud de l'Uí Néill ne se rétabliraient jamais.

#### Règlement monastique
Les récits traditionnels de l'arrivée de Saint Patrick et du christianisme en Irlande sont centrés sur Meath et ses légendaires Haut-Rois. Le folklore déclare qu'il s'est rendu dans le royaume pour allumer un feu pascal sur la colline de Slane, au mépris du haut-roi Lóegaire mac Néill, qui était sur la colline voisine de Tara célébrant un festival païen. Patrick a ensuite été convoqué à la cour du roi et a tellement impressionné Lóegaire avec ses enseignements qu'il a été autorisé à continuer à prêcher le christianisme à travers l'Irlande. Alors que les missionnaires chrétiens ont été documentés en Irlande bien avant l'époque de Saint Patrick et que les récits de ses activités sont fortement entourés de mythes, ce que l'on sait, c'est qu'à la fin du VIe siècle apr. J.-C., le christianisme avait supplanté le paganisme celtique jusqu'aux confins de l'île. De la même manière que les Celtes ont assimilé les traditions préhistoriques à leurs croyances, de nombreuses croyances et festivités païennes celtiques ont été adaptées au christianisme celtique, comme Samhain, qui est devenu Halloween, et Imbolc, qui est devenu le jour de la Sainte-Brigitte.
Au VIIe siècle, un réseau de monastères et d'établissements religieux avait été mis en place dans toute l'Irlande et dans l'ouest de l'Écosse, soutenu par les rois et les chefs locaux. À partir de cette époque, « l'âge d'or du christianisme irlandais » dura plusieurs siècles. Les érudits irlandais ont conservé des textes latins inestimables et les monastères gaéliques sont devenus des centres d'apprentissage qui ont attiré des théologiens de toute l'Europe. Ces monastères ont envoyé des missionnaires dans le nord et le centre de l'Europe pour raviver le christianisme et la tradition latine dans les régions où il s'était éteint après la chute de l'Empire romain d'Occident. L'un des surnoms nationaux de l'Irlande, « le pays des saints et des savants », fait référence à cette période.
Le patronage de l'Église a également été utilisé comme un outil politique pour projeter la richesse et le prestige dans les royaumes irlandais jusqu'au XVIe siècle. Les grands rois et rois successifs de Meath ont soutenu l'établissement de colonies et d'institutions religieuses de premier plan, telles que les abbayes de Kells et de Clonard, cette dernière ayant enseigné les saints les plus importants d'Irlande, surnommés les Douze apôtres d'Irlande. Pendant l'âge d'or, les monastères de Meath ont produit plusieurs des artefacts les plus célèbres d'Irlande, qui sont considérés comme l'un des plus beaux exemples d'art chrétien insulaire et médiéval existant.
Au fur et à mesure que la connaissance de l'importance et de la richesse des monastères irlandais devenait de plus en plus connue, ils ont commencé à attirer l'attention des Vikings, qui faisaient des raids dans toute la Grande-Bretagne et l'Irlande au VIIIe siècle. La caractéristique la plus distinctive des monastères irlandais, leurs tours rondes, ont été construites en réponse à ces raids vikings. Finalement, les Vikings ont établi des royaumes et ont fondé les premières villes d'Irlande le long des zones côtières, y compris Dublin. Les hauts rois et les royaumes moindres ont mené une guerre quasi-continue avec ces colons nordiques-Gael pendant plus de deux siècles.

### Seigneurie d'Irlande (1169-1542)

#### Période normande

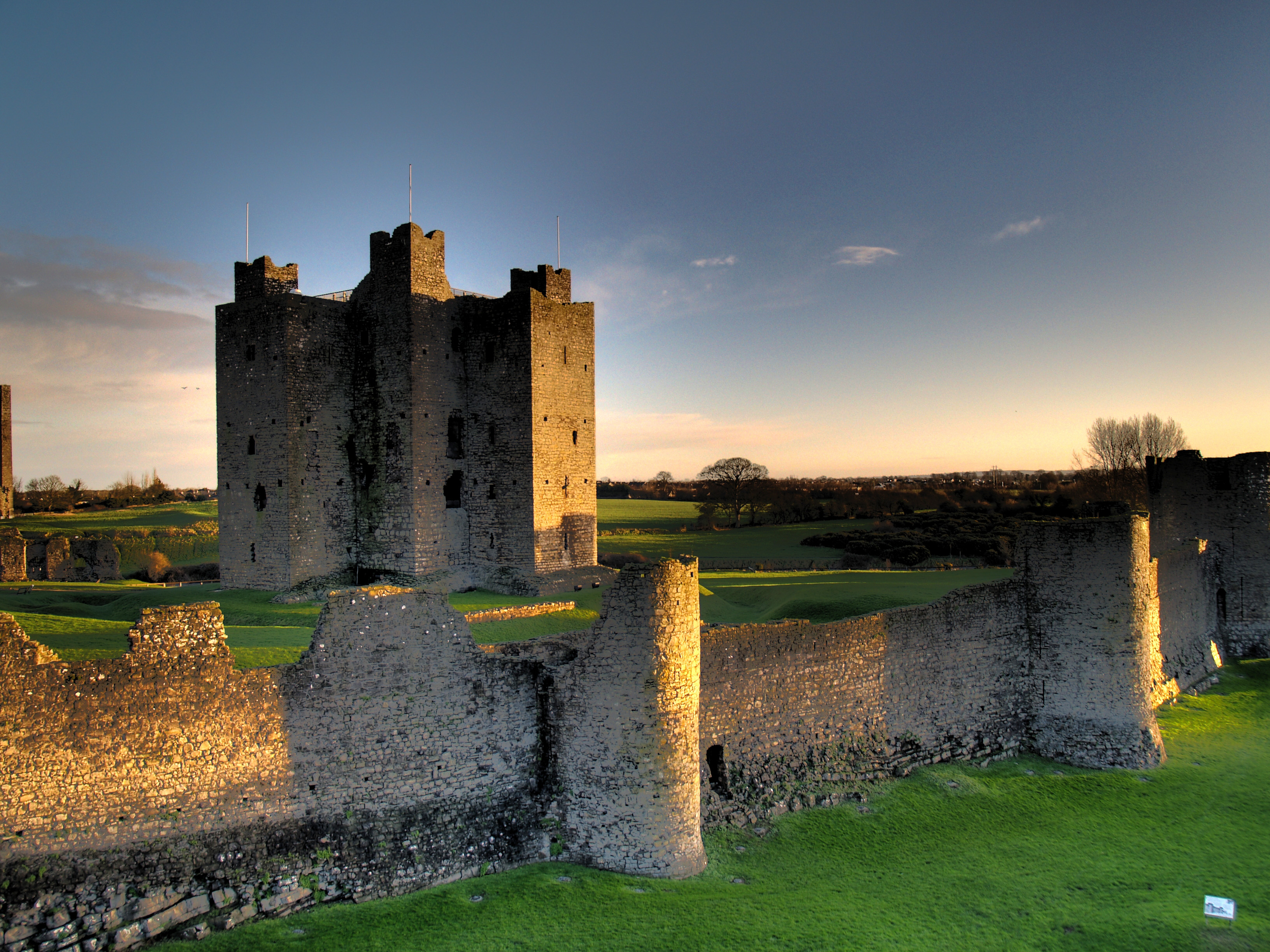
Trim Castle, le plus grand château normand d'Irlande

En 1166, Diarmait Mac Murchada fut banni d'Irlande par le Haut Roi Ruaidrí Ua Conchobair pour l'enlèvement de la Dame de Meath Derbforgaill ingen Maeleachlainn, épouse de Tigernán Ua Ruairc, roi de Breifne. Mac Murchada est revenu avec des alliés normands et a atterri à Bannow, Wexford en 1169, après quoi ils ont conquis vers le nord toute l'année suivante 1169–70, initiant l'invasion normande de l'Irlande. En réponse, le Haut Roi a réuni une alliance qui comprenait le roi Magnus Ua Máel Sechlainn de Meath ainsi que des soldats de Connacht, Breifne et Dublin ainsi que leurs rois respectifs. Ils ont affronté les forces de Mac Murchada à Ferns et un accord a été conclu par lequel Mac Murchada a été reconnu comme le roi de Leinster, en échange de la reconnaissance de Ruaidrí comme son seigneur et d'accepter de renvoyer ses alliés étrangers de façon permanente. Cependant, Mac Murchada a violé l'accord et a enrôlé plus de Normands à ses côtés avant de poursuivre ses conquêtes, capturant Dublin en 1171 et forçant la capitulation de Magnus Ua Máel Sechlainn.

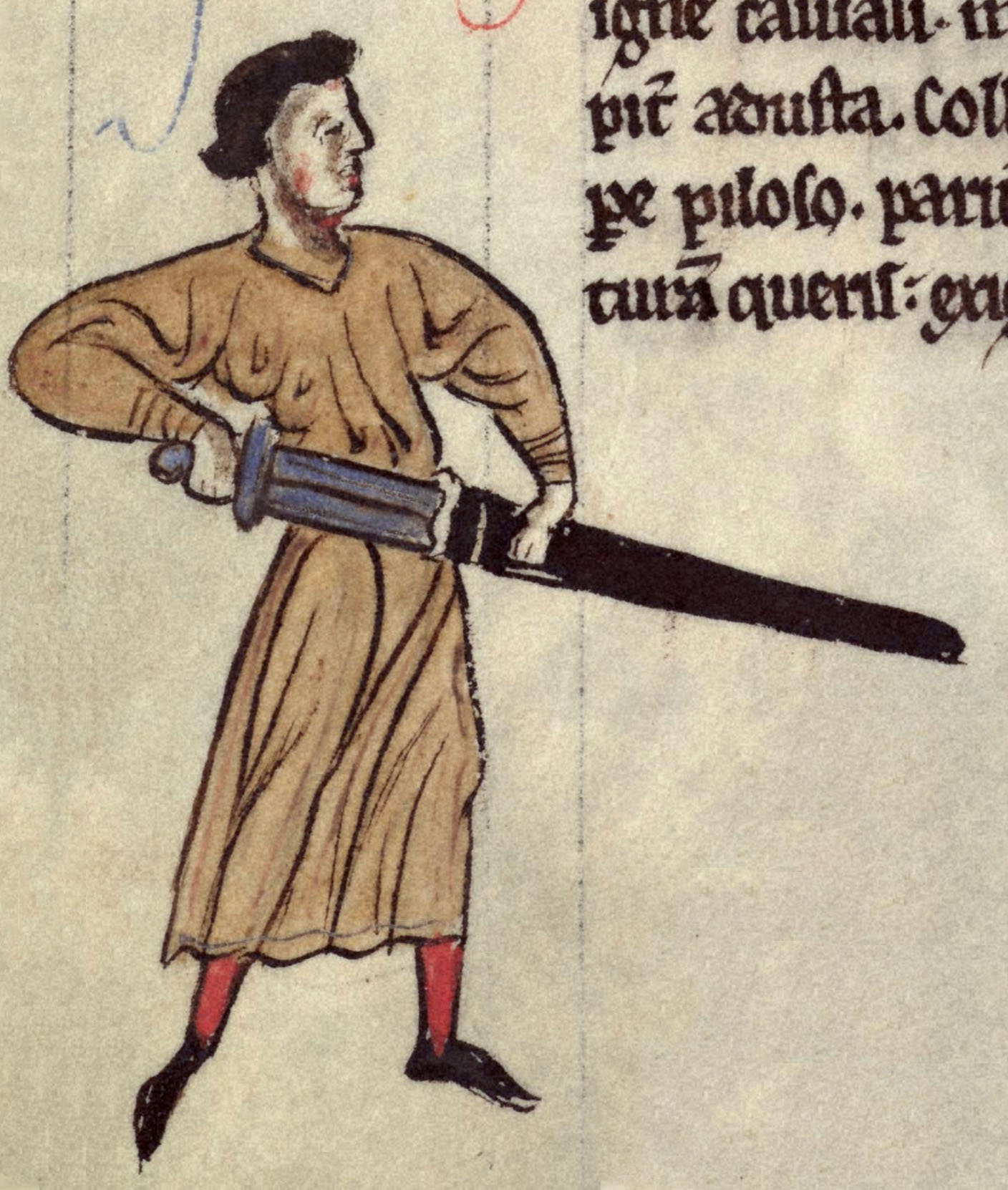
Hugh de Lacy, 1er seigneur de Meath

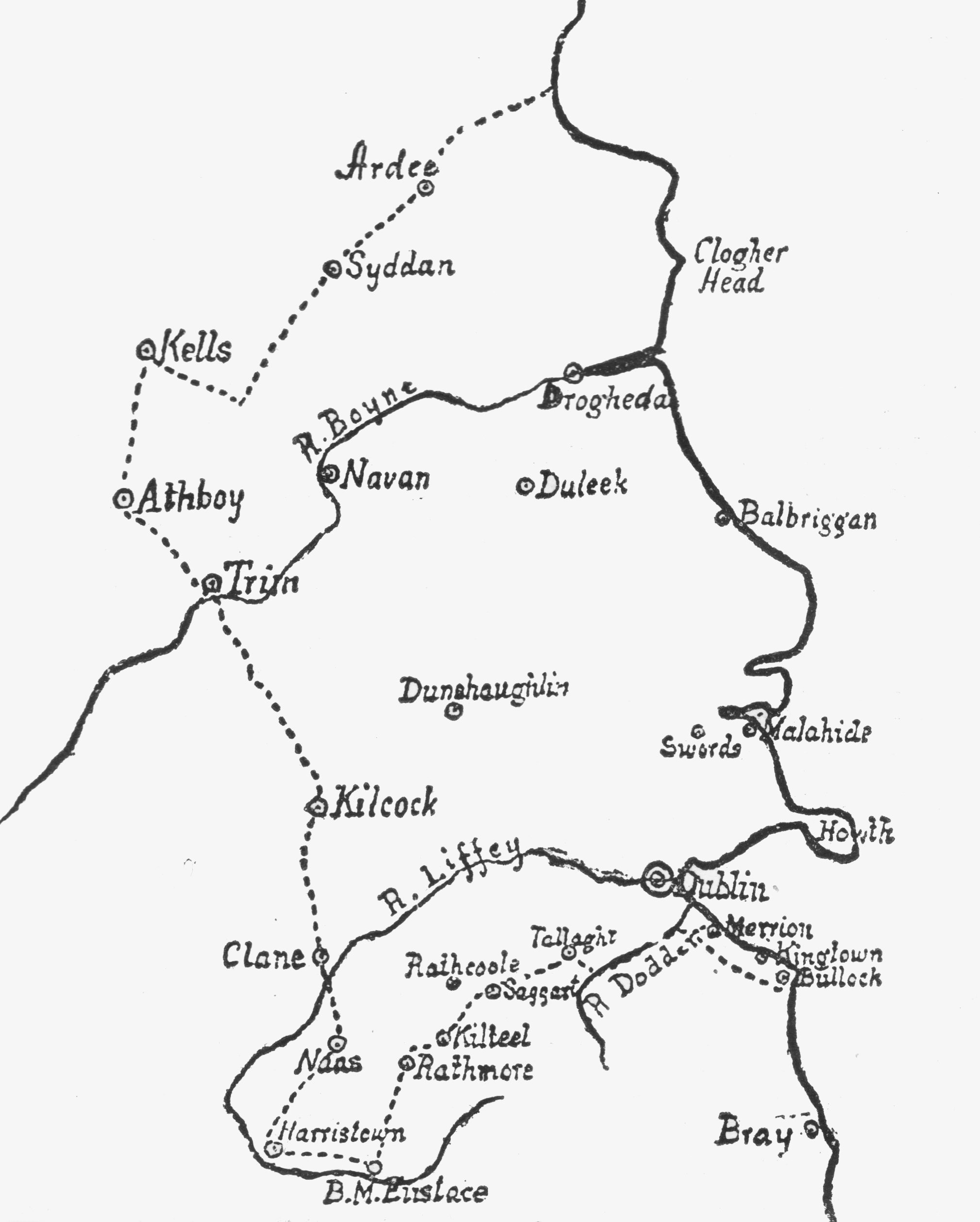
Le Pale - Selon le statut de 1488

Après la mort de Mac Murchada en mai 1171, Strongbow lui succéda en tant que roi de Leinster et, une fois de plus, Magnus rejoignit l'armée de coalition du Haut-Roi pour évincer les Normands, mais leurs forces furent mises en déroute lors d'un siège infructueux de Dublin. Craignant que Strongbow devienne trop puissant et puisse créer son propre royaume indépendant en Irlande, Henri II d'Angleterre débarqua en Irlande en octobre 1171 pour établir le contrôle à la fois des Irlandais et des Normands. La campagne de Henry en Irlande a été largement réussie et il a réussi à régner sur les Normands ainsi que dans quelques royaumes irlandais qui se sont également soumis à lui. Plus important encore, il conserva la ville de Dublin, et le baron Hugh de Lacy en fut nommé intendant.  La nomination de De Lacy par Henry était destinée à agir comme un contrepoids à Strongbow. Cependant, pour y parvenir, de Lacy aurait besoin d'une forte participation sur le sol irlandais et il a été décidé que le royaume de Meath serait accordé à de Lacy.
Cette subvention posa un problème à Henry car la décennie précédente avait été une période tumultueuse à Meath. Il y avait quatre héritiers rivaux à la royauté et chaque prétendant détenait une partie différente du royaume. La revendication la plus forte est venue du roi de Breifne, Tigernán Ua Ruairc, qui - par la conquête, le mariage et une alliance avec l'église - avait englobé la quasi-totalité de l'est de Meath dans son royaume au moment de l'arrivée normande. Strongbow avait également une prétention nominale à Meath en tant que roi de Leinster. Une guerre de succession au sein de la dynastie Clann Cholmáin signifiait que Magnus et Art Ua Máel Sechlainn se disputaient également la royauté de Meath. Pour contourner ce problème, Henry a défini les frontières de Meath comme elles l'avaient été en 1153 et a ignoré toutes les subdivisions ultérieures. En mars 1172, il accorda le contrôle de Meath à de Lacy à la condition que de Lacy puisse personnellement conserver le royaume avec une autonomie presque totale, s'il pouvait le conquérir.
Peu de temps après qu'Henry ait quitté l'Irlande, Hugh de Lacy envahit Meath, installant d'innombrables fortifications de motte et de bailey dans tout le royaume. De Lacy fit du centre ecclésiastique de Trim sa forteresse, construisant un immense château retranché et défendu par une solide double palissade et un fossé extérieur au sommet de la colline. Avec de Lacy maintenant à la frontière de la colonie la plus éloignée d'Ua Ruairc de Kells, un parlement a été arrangé et les deux dirigeants se sont rencontrés sur la colline de Ward pour des négociations. Au cours de ces négociations, un différend a éclaté et les hommes de de Lacy ont tué Ua Ruairc. Les deux parties ont blâmé l'autre, les annales irlandaises rapportant qu'Ua Ruairc avait été "tué perfidement  ".
En 1175, de Lacy avait conquis tout le territoire, exécutant Magnus Ua Máel Sechlainn cette année-là. Il a étendu les colonies existantes en villes à charte dans tout Meath, y compris Trim, Athboy, Kells et Navan; et il épousa Rose Ní Conchobair, la fille du Haut-Roi, afin de consolider sa revendication en tant que Seigneur de Meath.
Hugh de Lacy mourut en 1186 et plusieurs divisions et querelles informelles parmi les descendants de de Lacy sur le contrôle de la seigneurie suivirent au cours du siècle suivant. La Seigneurie a été officiellement transférée en 1297 dans le comté de Meath. Par la suite, Meath est devenu le comté le plus grand et le plus riche d'Irlande, la partie orientale étant caractérisée par des bourgs bien peuplés, des villages nucléés et une forte concentration commerciale sur la culture céréalière à forte intensité de main-d'œuvre, décrit par un officiel anglais comme étant bien habité comme n'importe quel comté (shire) d'Angleterre ". De nombreux juges, avocats et représentants du gouvernement de la seigneurie d'Irlande , tels que le lord juge en chef d’Irlande, le Chef Baron de l'Échiquier Irlandais et le juge en chef des plaidoyers communs, étaient originaires du comté.
Entre les XIIIe et XVe siècles, la puissance anglaise a considérablement diminué en Irlande pour trois raisons principales. Premièrement, il y a eu une reconsolidation et une résurgence du pouvoir des royaumes irlandais qui avaient été brisés lors de l'invasion normande. Deuxièmement, le début de la peste noire a dévasté les colonies nucléées telles que les villes anglo-normandes fortifiées, mais a eu un impact beaucoup plus faible dans les royaumes gaéliques moins peuplés. Enfin, et ce qui préoccupait le plus la couronne anglaise, la gaélification progressive des Normands signifiait que bon nombre des familles anglo-normandes les plus importantes, censées agir en tant que vice-rois d'Angleterre en Irlande, ne suivaient plus les lois ou les coutumes anglaises.
L'autorité anglaise a continué à se retirer vers l'est jusqu'à ce que Trim, Athboy et Kells soient les colonies les plus éloignées du Pale, une zone centrée autour de Dublin où la loi anglaise était toujours respectée. Cette situation signifiait qu'au XVIe siècle, une partie du comté de Meath se trouvait dans le Pale, tandis que d'autres zones - qui étaient habitées à la fois par des Irlandais gaéliques et des Normands qui étaient autrefois fidèles à la Couronne - étaient désormais hors du contrôle des autorités de Dublin.

### Royaume d'Irlande (1542-1800)

#### Conquête Tudor

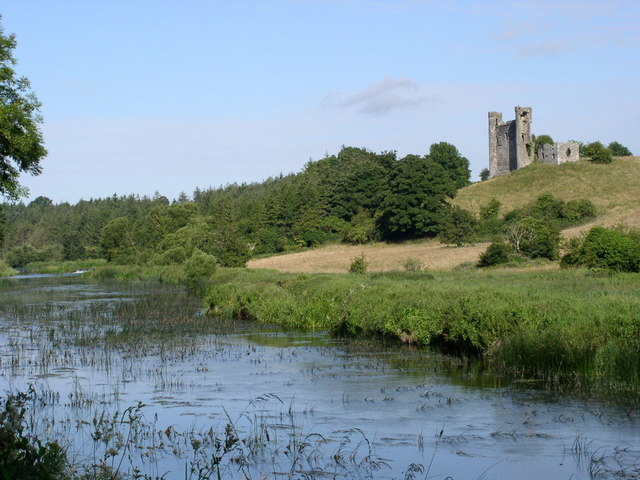
Château de Dunmoe de l'époque Tudor

La bulle papale Laudabiliter du pape Adrien IV, publiée en 1155, a reconnu le monarque angevin comme Dominus Hibernae ("Seigneur d'Irlande" en latin). Lorsque le pape Clément VII excommunia Henri VIII en 1533, la position constitutionnelle de la seigneurie en Irlande devint incertaine. À la suite de la séparation de Henry avec l'église, les Tudors ont annoncé la fin du monastique Meath. Les terres de l'Église, qui représentaient environ un tiers du comté, ont été saisies et accordées aux hommes d'État et aux soldats anglais protestants en guise de paiement. Les monastères ont été supprimés et leurs trésors ont été pillés ou dispersés par des érudits irlandais pour les protéger. Le Meath a été envahi par  Tyrone et ses alliés en 1539 qui ont attaqué aussi loin au sud que Navan, qui a été rasé au sol. Le roi Conn O'Neill avait été reconnu comme « roi de notre royaume en Irlande » par le pape Paul III et avait été encouragé à expulser l'influence protestante de l'île. Cependant, le conflit a attisé une réaction soudainement rapide de la part du gouvernement de Dublin, généralement léthargique, et Tyrone a été vaincu par le lord-député  Grey et contraint de demander la paix en 1541.
Henry avait rompu avec le Saint-Siège et s'était proclamé chef de l'Église en Angleterre, puis avait refusé de reconnaître la souveraineté résiduelle de l'Église catholique romaine en Irlande. Pour cette raison, et également pour répondre à la diminution de la puissance de l'Angleterre en Irlande, Henry a proclamé le Royaume d'Irlande en 1542, avec lui-même comme monarque. L'année suivante, la loi sur les comtés de Meath et Westmeath a été adoptée par le Parlement irlandais et Meath a été officiellement divisé en deux. La loi visait à permettre une administration plus efficace dans les deux comtés, en particulier le Westmeath, dont l'Angleterre avait perdu le contrôle. Une nouvelle ville de comté à Mullingar a été établie avec quatre nouvelles baronnies, tandis que Trim a conservé son statut de ville de comté de Meath.
Malgré la loyauté générale des « anciens anglais » de Meath envers le gouvernement de Dublin, l'introduction de nouveaux colons anglais anglicans, considérés comme plus fiables par le gouvernement anglais, a sapé le pouvoir de l'aristocratie anglo-normande qui était restée majoritairement catholique après la Réforme. Bien qu'il y ait eu un fervent sentiment anti-catholique en Angleterre à cette époque, aucune loi punitive n'a été promulguée par crainte de provoquer une nouvelle rébellion. Cependant, cela a changé après la victoire de l'Angleterre sur les royaumes irlandais lors de la guerre de Neuf Ans en 1603. L'Irlande étant soumise, les Anglais ont appliqué une série de lois pénales restreignant les droits des catholiques, qui ont été accélérées à la suite du complot des poudres de 1605.

#### Ascendance protestante

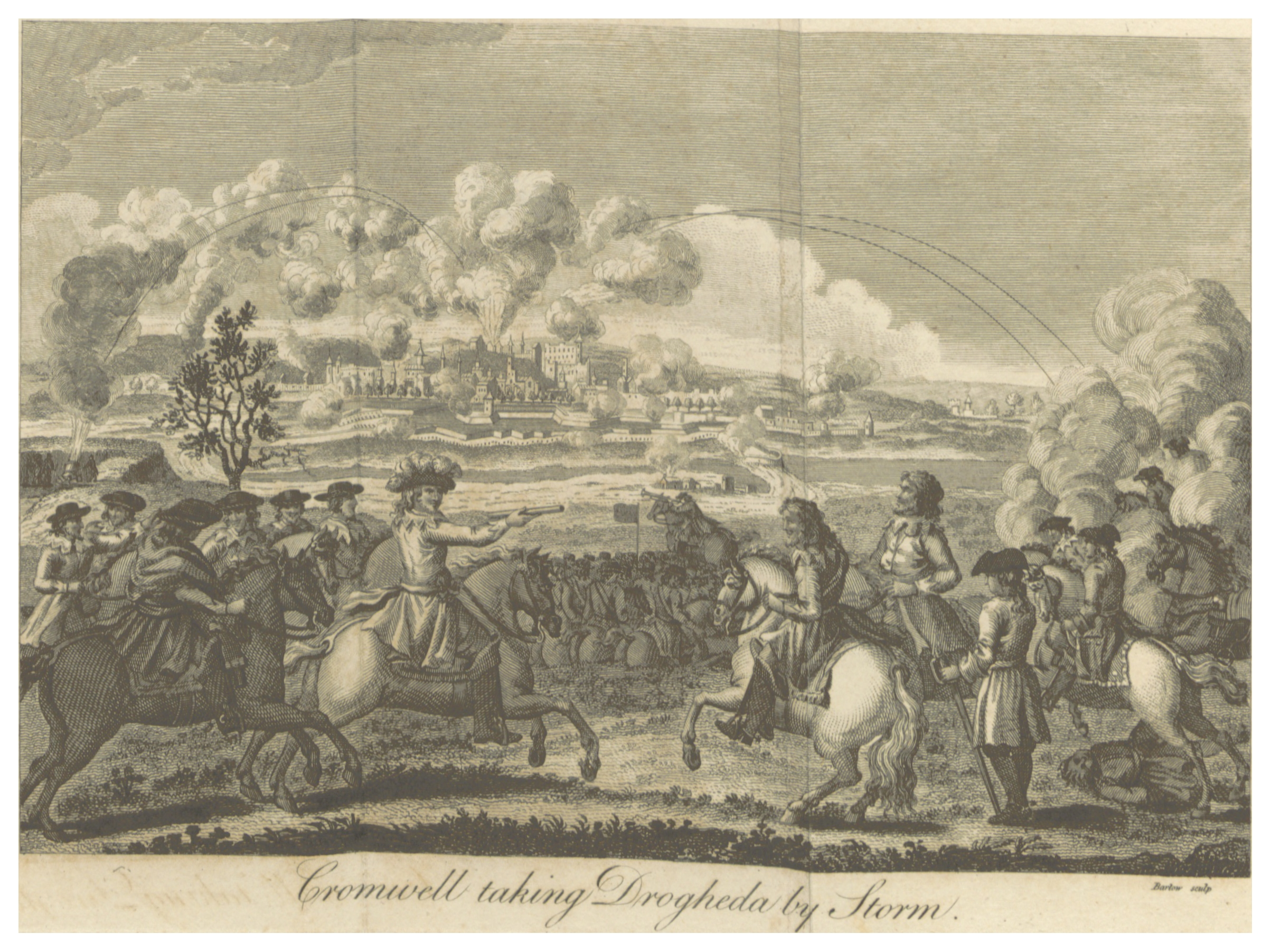
Cromwell bombardant Drogheda de l'autre côté de la Boyne, 1649

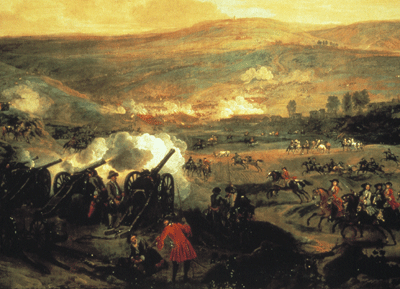
Bataille de la Boyne, 1690

La paix difficile qui avait persisté entre catholiques et protestants pendant plusieurs décennies s'est effondrée lorsque le Long Parlement anticatholique a gagné du terrain en Angleterre en 1640. Craignant de nouvelles persécutions, les Irlandais dépossédés d'Ulster se sont rebellés en 1641 pour regagner les terres qu'ils avaient perdues au profit des plantations. Les nouvelles exagérées de massacres catholiques brutaux contre les protestants ont poussé les Anglais à une action agressive et les terres pacifiques de Meath ont été saccagées sans discernement par des armées protestantes en guise de représailles. En réponse, les seigneurs de Meath se sont réunis à Trim et ont adressé leurs remontrances au roi Charles Ier. Sir John Read a été envoyé pour le délivrer. Cependant, saisis par l'hystérie anticatholique, les fonctionnaires de Dublin ont saisi Read et l'ont torturé, se demandant si le roi et son épouse catholique Henriette étaient de mèche avec les rebelles irlandais.
Alors que la rébellion s'intensifiait, les Ulstermen ont de nouveau conquis vers le sud dans le Meath, écrasant une garnison anglaise à la bataille de Julianstown. Un contingent de vieux seigneurs anglais dirigés par le vicomte Gormanston est sorti pour arrêter leur avance. Des pourparlers ont été organisés sur la colline de Crufty et les Irlandais, dirigés par O'Moore et O'Reilly, ont rencontré la bourgeoisie anglo-normande de Meath. Voyant qu'ils se battaient pour une cause commune, les dirigeants des deux camps se sont embrassés au milieu de l'acclamation de leurs partisans, et les seigneurs de Meath sont rentrés chez eux pour rallier leurs forces contre les Anglais.
Le 22 mars 1642, la hiérarchie catholique a tenu un synode à Kells et a presque unanimement convenu que la rébellion était une guerre juste. Ils ont rédigé un serment d'association confédéré en mai et l'avocat de Meath Nicholas Plunkett a encouragé les nobles catholiques à prêter serment. Après le déclenchement de la guerre civile anglaise, une assemblée a eu lieu à Kilkenny et le gouvernement provisoire de l'Irlande confédérée a été établi, qui a pris les armes avec les royalistes contre les parlementaires. Les royalistes ont été écrasés par Oliver Cromwell, qui s'est alors mis à mettre fin aux guerres confédérées irlandaises en s'engageant dans une conquête de l'Irlande incontestablement brutale; elle entraîna, au maximum, la mort de 40% de la population de l'île.
Après la conquête, de nouvelles lois pénales ont été promulguées et les catholiques ont été interdits d'occuper des fonctions gouvernementales et dépouillés de leurs terres sous le Down Survey. Les anciennes familles aristocratiques ont été forcées d'envoyer leurs enfants à l'étranger pour l'éducation dans des séminaires irlandais en France et aux Pays-Bas espagnols. Les « Nouveaux Anglais » ainsi que ceux qui s'étaient convertis à l'anglicanisme occupèrent le Parlement, devenant ce que l'on appellera plus tard l'ascendance protestante. Cette période a également vu un afflux de Huguenots à Meath, et des noms de famille tels que Beaufort et Metge sont apparus dans le comté pour la première fois.
Certaines familles du vieil anglais ont pu récupérer leurs terres et retourner à Meath après la restauration du roi Jacques II. Bien que Jacques ait fait peu pour améliorer la situation générale des catholiques irlandais, il a recueilli leur soutien pendant la Glorieuse Révolution, tandis que les protestants ont massivement soutenu Guillaume d'Orange pendant la guerre williamite en Irlande. La défaite des Jacobites à la bataille de la Boyne en juillet 1690 obligea Jacques à fuir en France, mettant fin à la perspective d'un royaume irlandais autonome. Cette bataille est considérée comme un événement marquant de l'histoire irlandaise et est commémorée chaque année le 12 juillet par les protestants d'Irlande du Nord.
Vers la fin du XVIIIe siècle, les lois pénales furent assouplies et les familles de marchands catholiques telles que Fay et Connolly reçurent des privilèges commerciaux à Trim et Navan. Le sculpteur célèbre de Meath Edward Smyth a été chargé par les catholiques de Navan de produire un crucifix pour la nouvelle chapelle de la ville en 1792, qui est toujours située dans l'église à ce jour. Au fur et à mesure que les tensions sectaires s'atténuaient, les idées libérales ont commencé à se répandre parmi les membres de l'Ascendance protestante, tels que Wolfe Tone et Henry Grattan, et beaucoup en sont venus à se considérer comme des citoyens d'une nation irlandaise et ont défendu l'émancipation catholique. L'Irlande a brièvement obtenu l'indépendance parlementaire par la Constitution de 1782 qui a inauguré le premier boom économique de l'Irlande depuis des siècles, alors que le commerce prospérait et que la population augmentait de façon exponentielle. Cependant, ces libertés ont pris fin brutalement avec l'Acte d'Union en 1800, lorsque l'Irlande a été intégrée au Royaume-Uni.

### XIXe siècle

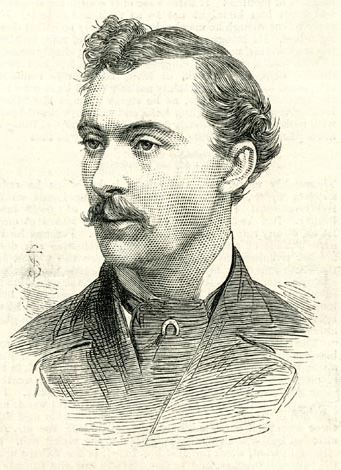
Thomas Brennan, cofondateur de l'Irish National Land League en 1879.

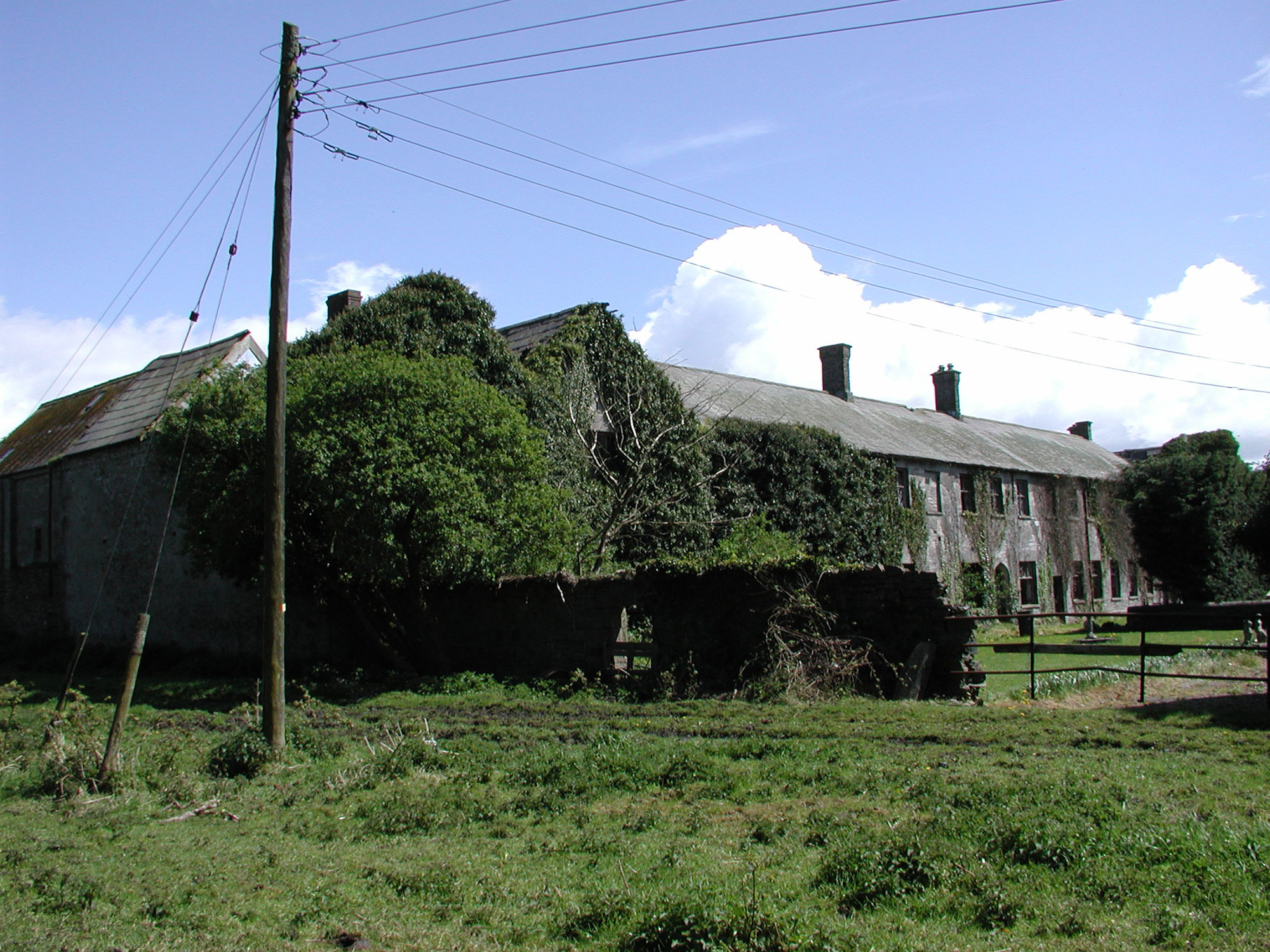
Au moins 1000 victimes de la grande famine (1845-1849) sont enterrées dans une fosse commune près de la maison de travail de Dunshaughlin

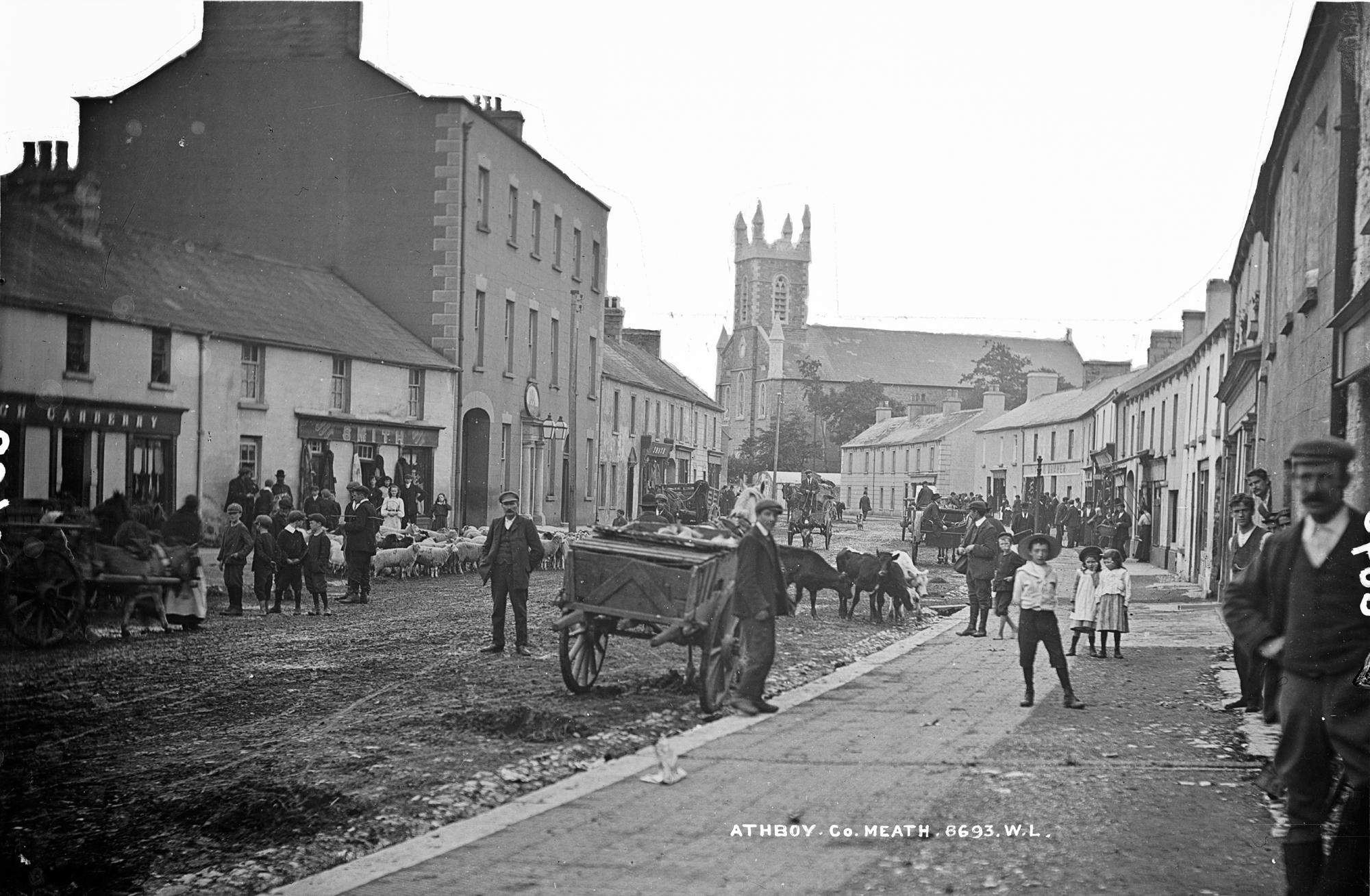
Marché fermier à Athboy, vers 1890

Le boom économique de la fin du XVIIIe siècle s'est arrêté soudainement et catastrophiquement après la fin des guerres napoléoniennes en 1815. Pendant la guerre, l'Irlande était devenue connue sous le nom de « garde-manger de l'Europe », et les fermiers et les propriétaires de Meath dépendaient fortement du travail du sol, qui atteignait un prix artificiellement élevé en raison d'une augmentation de la demande en temps de guerre. En outre, un nombre important de soldats irlandais qui représentaient jusqu'à 25% de l'ensemble de l'armée et de la marine britanniques pendant la guerre ont été licenciés. Avec la reprise du commerce d'après-guerre entre la Grande-Bretagne et l'Europe, la demande de labour irlandais s'est effondrée ; cependant, les loyers sont restés les mêmes et la population a continué de grimper. Alors que la stagnation économique s'installe, les domaines autrefois bien gérés et prospères de Meath ont cédé la place à la mauvaise gestion et à l'absentéisme, les métayers sont plongés davantage dans la pauvreté,.
Cet état économique désastreux a entraîné une montée du nationalisme irlandais et des demandes d'abrogation du désastreux Acte d'Union. Le sentiment nationaliste était répandu à Meath, comme en témoigne la circonscription parlementaire de Meath, qui a renvoyé plusieurs des politiciens nationalistes les plus éminents d'Irlande du XIXe siècle, dont Daniel O'Connell, Charles Stewart Parnell et Michael Davitt. En raison de sa place symbolique dans le psychisme nationale, Daniel O'Connell a organisé un rassemblement sur la colline de Tara en août 1843, auquel ont participé entre 500 000 et 1 million de personnes, ce qui en fait l'un des plus grands rassemblements de foule de l'histoire irlandaise.
Pour lutter contre la pauvreté croissante et les troubles croissants en Irlande, le gouvernement britannique a créé des ateliers dans les années 1830 et a commencé à construire des chemins de fer. Cependant, ces efforts ont été en grande partie infructueux et les pauvres de Meath, poussés au bord par les loyers élevés et le chômage de masse, ont été anéantis par la grande famine de 1845-1849. Ayant atteint plus de 183 000 habitants en 1841, la population de Meath tomberait à 67 000 en 1900. La famine a eu un effet culturel, sociétal et linguistique durable sur le comté. Les registres de recensement pré-famine montrent que Meath avait été une région avec une " majorité irlandaise incontestable ", mais à la fin des années 1800, la langue irlandaise était pratiquement éteinte dans le comté. L'atelier et le charnier de l'époque de la famine à Dunshaughlin sont aujourd'hui un mémorial à ses victimes.
La famine a mis en lumière les effets néfastes des lois foncières irlandaises sur le bien-être économique et social du pays, et la réponse terne du gouvernement britannique à la crise a encore renforcé la cause des nationalistes irlandais. L'Ascendance protestante est entrée en forte baisse à la suite de la famine et de nombreux propriétaires terriens ont effectivement fait faillite, ce qui a conduit à la vente ad hoc de terres à des fins d'utilisation improductive. La poussée pour la réforme s'est intensifiée dans les années 1870 dans une période de violence sporadique et de troubles civils connue sous le nom de guerre agraire.
Thomas Brennan, de Yellow Furze, a cofondé l'Irish National Land League en 1879 aux côtés de Michael Davitt. Son républicanisme résolu et ses tendances socialistes le mettent en désaccord avec l'exécutif de la Ligue et il est exclu de la Ligue nationale irlandaise créée par Parnell en 1882. Brennan a déménagé aux États-Unis et a collecté des fonds pour la cause républicaine, prônant l'indépendance totale de l'Irlande par opposition au Home Rule à la diaspora irlando-américaine.  Cela révéla une fracture idéologique au sein du mouvement nationaliste, entre ceux qui étaient en faveur d'une plus grande indépendance législative sous la couronne britannique, comme cela avait été réalisé dans les années 1780, et ceux qui prônaient une rupture complète des liens avec le Royaume-Uni.
Certaines des réformes politiques souhaitées par les nationalistes ont finalement été réalisées en vertu de la loi sur le gouvernement local de 1898. La loi a mis en place des districts urbains et ruraux ainsi que des conseils de comté pour prendre en charge le gouvernement local des propriétaires. Dans le cadre des réformes, les petits sous-conseils et les arrondissements ont été abolis et le conseil du comté de Meath s'est vu accorder le plein contrôle de la juridiction. Le conseil siégea à Navan, qui devint la nouvelle préfecture du comté de Meath, mettant fin au statut de 600 ans de Trim en tant que ville du comté de Meath,.

### XXe siècle

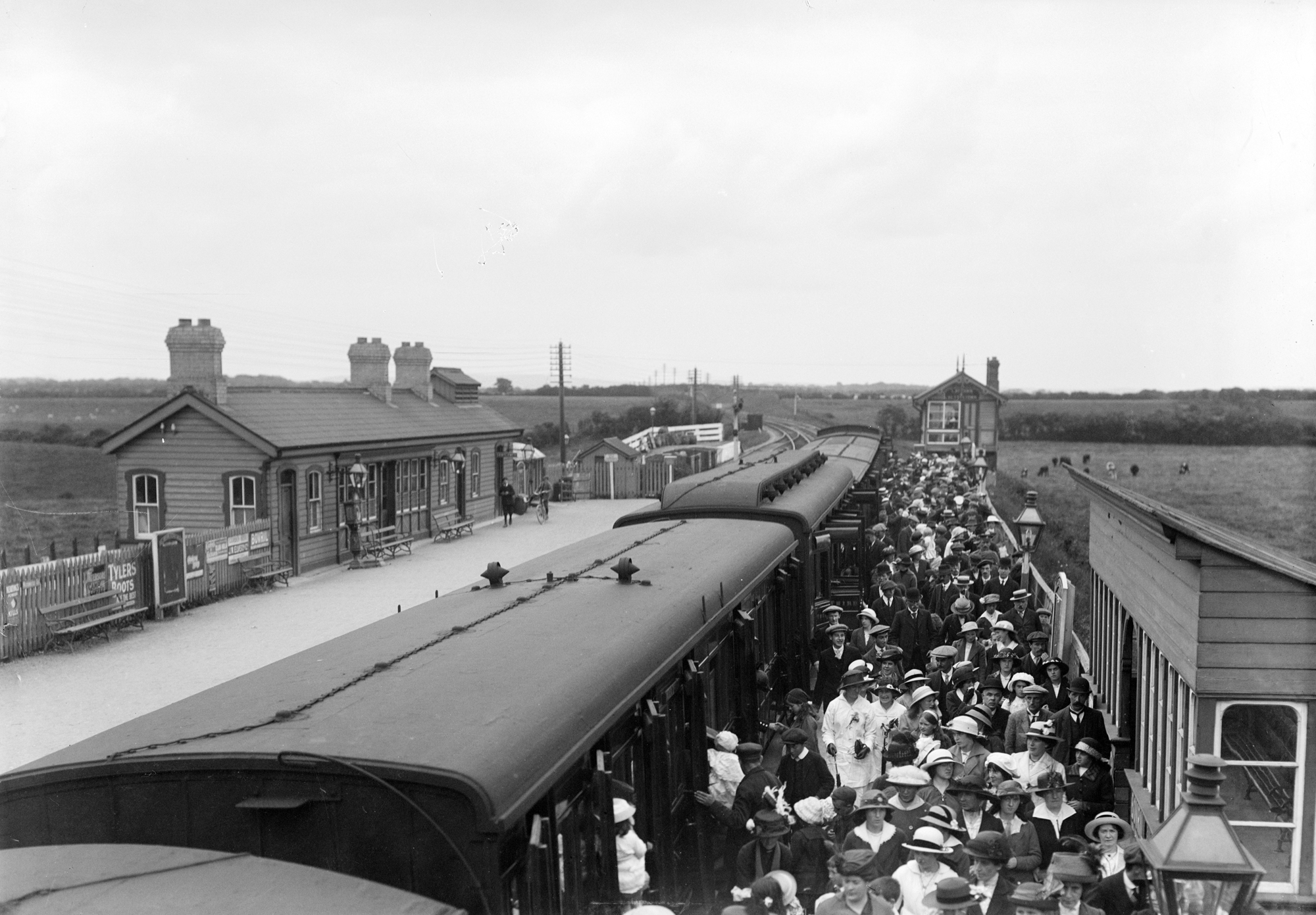
Les foules débarquent pour les courses de Laytown, 1910

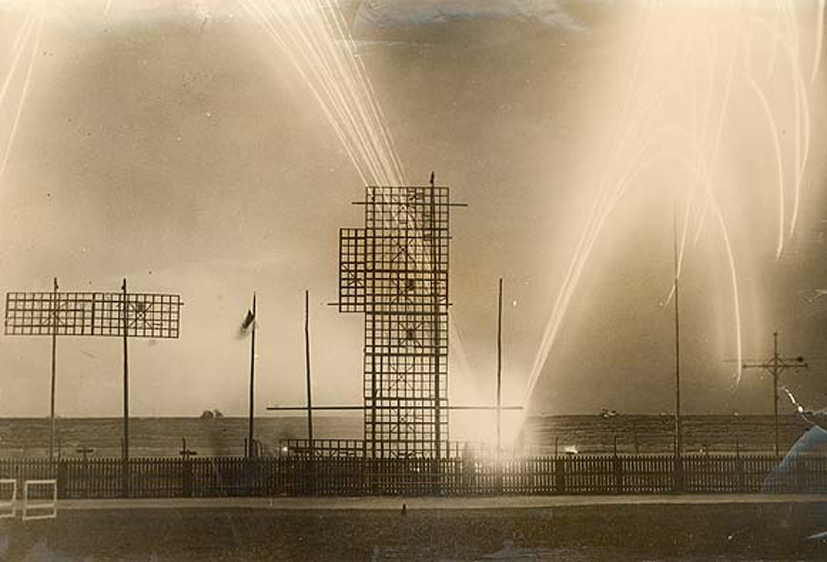
Première renaissance moderne des jeux Tailteann du Meath en 1924

Les réformes proposées par le gouvernement britannique n'ont pas réussi à endiguer la marée montante du nationalisme, qui s'est répandue au XXe siècle avec l'insurrection de Pâques de 1916. La bataille d'Ashbourne a été l'une des rares escarmouches qui ont eu lieu en dehors de Dublin pendant le soulèvement et a été son seul succès. Le 28 avril 1916, des membres du cinquième bataillon des volontaires de Dublin (Fingal ), dirigé par Thomas Ashe, encerclèrent un poste de police de la Royal Irish Constabulary (RIC) à Ashbourne et exigèrent leur reddition. Des renforts du RIC ont été envoyés de Navan et à leur arrivée sur les lieux, un échange de tirs s'est ensuivi au cours duquel 8 membres du RIC ont été tués et 15 blessés, les forçant à battre en retraite. Sur ordre de Patrick Pearse, Ashe et son bataillon se rendirent le lendemain.
Eamonn Duggan de Meath a été directeur du renseignement de l'IRA pendant et après le soulèvement, et a été signataire du traité anglo-irlandais en 1921. Meath s'est largement rangé du côté des forces pro-traité pendant la guerre civile, avec la circonscription de Louth – Meath retournant un anti-traité et quatre TD pro-traité aux élections générales de 1922. Duggan rejoignit plus tard Cumann na nGaedheal et occupa diverses fonctions ministérielles jusqu'à sa mort en 1936. Après l'indépendance, divers efforts de renaissance gaélique soutenus par le gouvernement ont été centrés sur le comté et son histoire, y compris la fondation de 5 zones de Gaeltacht à Meath et l'organisation symbolique des Jeux de Tailteann.
La population en déclin de Meath s'est progressivement stabilisée, l'émigration étant équilibrée par des taux de natalité naturels élevés. Les migrations sortantes du comté sont restées substantielles jusqu'à ce que les réformes de Sean Lemass dans les années 1960 renforcent l'industrie en injectant des capitaux dans l'économie et en abandonnant la politique d'autarcie. Ces réformes, associées à l'adhésion à la CEE en 1973, ont créé des emplois et des investissements dans le comté, et les industries extractives et textiles ont prospéré. Au recensement de 1971, la population de Meath dépassait 70 000 pour la première fois en quatre-vingts ans. Malgré une grave récession dans les années 1980, la croissance de l'économie et de la population de Meath est devenue exponentielle à la fin des années 1990 et au début des années 2000 pendant l'ère du tigre celtique.
Alors que des endroits tels que Trim, Navan et Kells se sont développés pour devenir les principales villes de banlieue de Dublin, le comté est devenu de plus en plus dépendant du secteur surchauffé de la construction, laissant Meath durement touché par l'effondrement de la propriété en 2008. À partir de 2014, l'économie a connu une reprise robuste et, en 2016, Meath affichait le troisième taux de chômage le plus bas d'Irlande. Meath a dépassé sa population d'avant la famine en 2011, comme seulement quatre autres comtés de l'État.

## Géographie

### Comtés limitrophes
| Cavan     | Monaghan       | Louth           |
| Westmeath | comté de Meath | mer d'Irlande   |
| Offaly    | Kildare        | Dublin (Fingal) |

### Villes
À côté de Navan et de Trim, on trouve :
- Ashbourne,
- Dunshaughlin,
- Ratoath,
- Dunboyne,
- Kells,
- Oldcastle, riche de son donjon et de son passé monastique avec l'abbaye de Kells,
- Slane, célèbre à la fois pour son château et pour les concerts de rock qui sont organisés occasionnellement.

### Villages
- Athboy
- Ballivor, Bellewstown, Bettystown
- Clonard
- Duleek, Dunboyne, Dunderry, Drumconrath

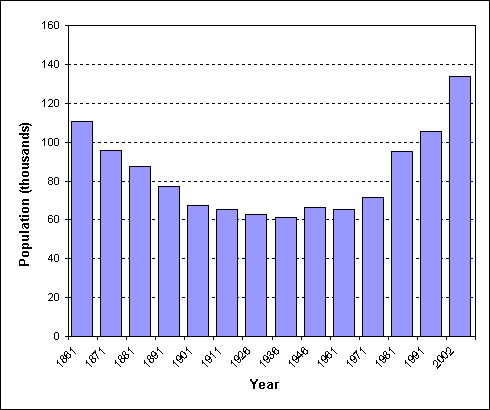
Graphique d'évolution de la population du Comté

- Enfield
- Gormanston
- Julianstown
- Laytown, Longwood
- Moynalty
- Nobber
- Oldcastle
- Rathmolyon, Ratoath, Robinstown
- Slane, Skryne, Summerhill